# La Tour-du-Pin
La Tour-du-Pin és un municipi de França, situat al departament de la Isèra i la regió d'Alvèrnia-Roine-Alps.